# Олаф Ередія
Олаф Ередія (ісп. Olaf Heredia, нар. 19 жовтня 1957, Апатсінган) — мексиканський футболіст, що грав на позиції воротаря за низку мексиканських клубних команд, а також національну збірну Мексики.

## Клубна кар'єра
У дорослому футболі дебютував 1978 року виступами за команду «УНАМ Пумас», у якій був основним голкіпером протягом наступних шести сезонів. 1981 року ставав у її складі чемпіоном Мексики, двічі, у 1980 і 1982 роках, допомагав команді ставати володарем Кубка чемпіонів КОНКАКАФ.
З 1984 року три сезони грав за «УАНЛ Тигрес», після чого ще по три роки провів у клубах «Атлетіко Морелія» та «Крус Асуль».
1993 року досвідчений голкіпер став гравцем «Сантос Лагуна», де спочатку також став основним воротарем, а останнт сезони ігрової кар'єри проводив вже як гравець резерву. Зокрема у такому статусі в останній сезон професійної кар'єри в Апертурі сезону 1996/97 удруге став чемпіоном Мексики.

## Виступи за збірну
1983 року дебютував в офіційних матчах у складі національної збірної Мексики. Протягом кар'єри у національній команді, яка тривала чотири роки, основним її голкіпером не став і провів у її формі 18 матчів.
Був у заявці збірної на домашньому для мексиканців чемпіонаті світу 1986, утім лише як один з резервистів Пабло Ларіоса і на поле не виходив.

## Титули і досягнення
- Чемпіон Мексики (2):

«УНАМ Пумас»: 1980/81
«Сантос Лагуна»: 1996 (А)
- Володар Кубка чемпіонів КОНКАКАФ (2):

«УНАМ Пумас»: 1980, 1982